# Lothringische Eisenbahn-AG
 (décembre 2021).
Si vous disposez d'ouvrages ou d'articles de référence ou si vous connaissez des sites web de qualité traitant du thème abordé ici, merci de compléter l'article en donnant les références utiles à sa vérifiabilité et en les liant à la section « Notes et références ».
La Lothringische Eisenbahn-AG (société anonyme des chemins de fer lorrains) exploitait des lignes de chemin de fer électriques secondaires dans le district de Lorraine lors de l'administration allemande de l'actuel département de la Moselle. 

## Histoire
Lorsque, au début du 20e siècle, elle a été chargée de construire le réseau de tramways de la Fensch, autour de la ville industrielle de Thionville, la Eisenbahn-Bau- und Betriebsgesellschaft Vering & Waechter GmbH & Co. KG, basée à Berlin, fonde le 3 novembre 1910 avec la Eisenbahnbau-Gesellschaft Becker & Co. GmbH, elle aussi basée à Berlin, une société basée à Thionville, la Lothringische Eisenbahn-AG.
Cette société a ouvert à l'exploitation : 
- le 8 mai 1912, les réseaux de tramways de Thionville et de la Fensch, d'une longueur de 29,3 km et à écartement métrique ;
- le 28 décembre 1912, la ligne de Novéant à Gorze, d'une longueur de 6 km et à écartement normal.

Après la fin de la première Guerre mondiale, la société est passée le 1er février 1919 sous tutelle de l'Etat français, et fut liquidée dix ans plus tard. 